# كنيسة صهيون (القدس)

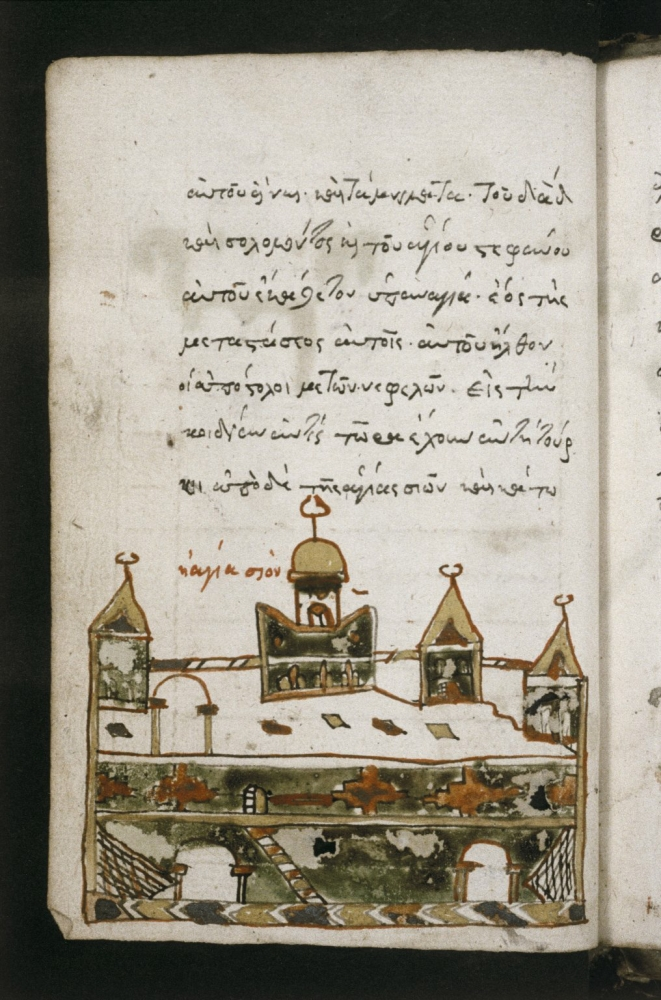
"كنيسة صهيون"، في الواقع مبنى العلية. صورة مصغرة من كتاب Proskynetarion باللغة اليونانية الصادر عام 1693، وهو دليل للحجاج إلى الأماكن المقدسة في القدس وفلسطين.

كنيسة صهيون، والمعروفة أيضًا باسم كنيسة الرسل على جبل صهيون، هي جماعة يهودية مسيحية مفترضة استمرت في جبل صهيون في القدس في القرنين الثاني والخامس، وهي منفصلة عن المسيحية البولسية الرئيسية التي كان مقرها في كنيسة القيامة.
وقد كانت هناك محاولات لتحديد الطبقات السفلى، التي ربما تعود إلى العصر الروماني، من المبنى الذي يضم ما يسمى " قبر داود " والعلية، باعتبارها بقايا بيت العبادة لهذه الجماعة اليهودية المسيحية المفترضة.

## نظرية